# Slagverk
För slagverk i ur, se slagverk (ur).
Slagverk, percussion eller perkussion är ett samlingsnamn för slaginstrument som används i en ensemble eller orkester. Dessa instrument spelas direkt med händerna eller någon form av träpinnar (klubbor), vilka ofta är klädda med något mjukt material. 

## Instrumentens karaktär
De olika klubborna eller träpinnarna används för att traktera olika typer av resonanslådor (trummor) och klangblock eller metalltenar av olika längd och tjocklek. Slagverksinstrument kan ha obestämd tonhöjd (som cymbalen eller tamburinen) eller bestämd tonhöjd (som xylofonen eller pukan).

## Historik
I västerlandets konstmusik före år 1900 syftade slagverk i regel på  pukor, bastrumma, cymbaler, triangel, militärtrumma, gong, klockspel och xylofon. Instrumentens uppgift var att understryka musiken och att smycka ut den.
Under 1900-talet har slagverkens roll successivt utökats, under påverkan från andra kulturer och deras musiktraditioner. Exempel på nya slaginstrument som tillförts är tomtom, bongo och conga, olika typer av gong, marimba, vibrafon och rörklockor, rytm- och effektinstrument från Latinamerika och Asien, crotales och olika cymbalvarianter.
Inom den västerländska populärmusiken är trumset, hanterad av en trumslagare (trummis), en standardingrediens. Därutöver hanteras också olika kombinationer av ovannämnda instrument – ofta benämnda med det engelska percussion – i kombination med olika elektroniska instrument som producerar slagverksljud.

## Systematik
Slagverk brukar delas in i två grupper: membranofoner och idiofoner.
| Vänster: Xylofon. Höger: Rörklockor. |  | Vänster: Xylofon. Höger: Rörklockor. |
| Vänster: Xylofon. Höger: Rörklockor. |  |                                      |

### Membranofoner
Membranofoner består av en överspänd hinna som anslås.
- Pukor
- Tamburiner
- Friktionstrummor

### Idiofoner
Idiofoner är slagverk där hela massan ljuder.
- Xylofon
- Marimba
- Vibrafon
- Metallofon
- Gong
- Skrapinstrument
- Klockspel
- Skakinstrument
- Cymbaler
- Muyu
- Guiro